# Pena capital en Gibraltar

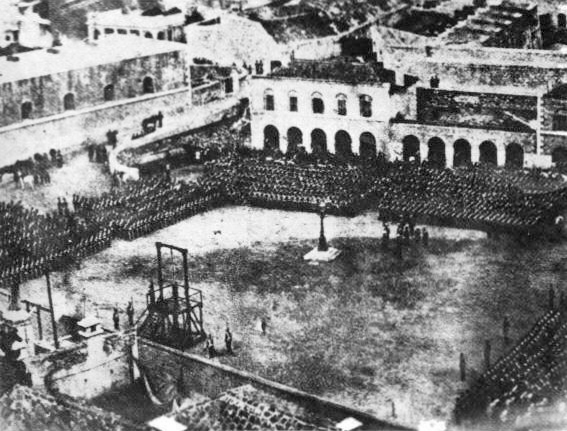
La última ejecución militar pública en Gibraltar se celebró en Grand Casemates Square en 1864, en presencia de las tropas de la guarnición militar local.

La pena capital se aplicó en Gibraltar hasta 1952, fecha en la que las autoridades de la colonia dictaron una sentencia de muerte por última vez. Asimismo, todas las ejecuciones tuvieron un carácter público durante el siglo XIX, hasta el año 1864. La legislación de Reino Unido eliminó la mayoría de los supuestos punibles con la pena de muerte en 1965, en sintonía con las prácticas judiciales británicas de aquel entonces. En 2002, la pena de muerte fue abolida por completo en todos los territorios británicos de ultramar, incluido Gibraltar.

## Historia

### sigloXVIII- principios delsigloXX
Durante los siglos XVIII y XIX, existía un cadalso accesible desde los túneles del siglo XVIII en Willis' Gallery, situados en la parte noreste del peñón de Gibraltar. La entrada más próxima a esta parte del túnel se encuentra en Princess Anne's Battery. Respecto a los ahorcamientos y azotamientos, estos se llevaban a cabo a la vista de las tropas españolas estacionadas en la Línea de Contravalación, situada al otro lado del istmo.
Antes de la inauguración de los jardines Alameda Gardens en 1816, se celebraban ejecuciones públicas en la ubicación donde estos se levantarían posteriormente (la Grand Parade, una explanada localizada al sur de la ciudad, más allá de Southport Gates). Durante el siglo XIX, las ejecuciones militares públicas en la horca se llevaban a cabo en Grand Casemates Square; la última de estas ejecuciones se produjo en 1864. Después de esta fecha, todos los ahorcamientos se realizaron en la prisión del Castillo Morisco.
El último ahorcamiento por asesinato en Gibraltar tuvo lugar el 3 de julio de 1931. El delincuente, un hombre de 31 años de edad llamado Ernest Olpisso, fue ejecutado por el asesinato de su empleadora, acontecido en el piso situado arriba de la tienda en la que ambos trabajaban. Asimismo, cabe mencionar que este fue el primer ahorcamiento llevado a cabo en Gibraltar desde 1896.

### Segunda Guerra Mundial y posguerra
Dos españoles de La Línea de la Concepción reclutados por los servicios de inteligencia alemanes (Abwehr), Luis López Cordón Cuenca (23 años) y José Martín Muñoz (19 años), fueron ahorcados en Gibraltar el 11 de enero de 1944, por crímenes cometidos durante la Segunda Guerra Mundial. A fin de aplicar las condenas a muerte, el afamado ejecutor británico Albert Pierrepoint viajó de incógnito a Gibraltar. En 1952, las autoridades de la colonia dictaron su última sentencia de muerte, tras lo cual se decretó la casi completa abolición de la pena capital el 8 de noviembre de 1965.

### sigloXXI
A fecha de 2001, Gibraltar todavía mantenía la pena de muerte para los casos de piratería y traición. Sin embargo, la pena capital fue derogada en todos los supuestos en 2002, al mismo tiempo que en otros territorios británicos de ultramar.